# August Horch

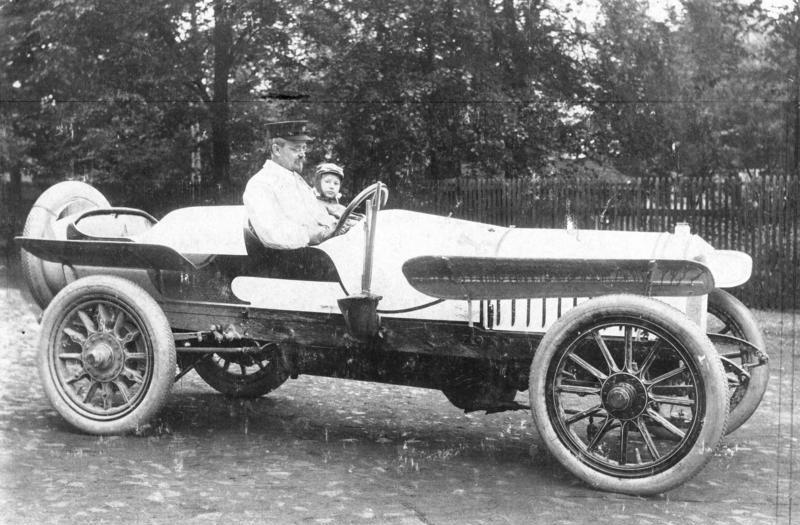
August Horch (1908)

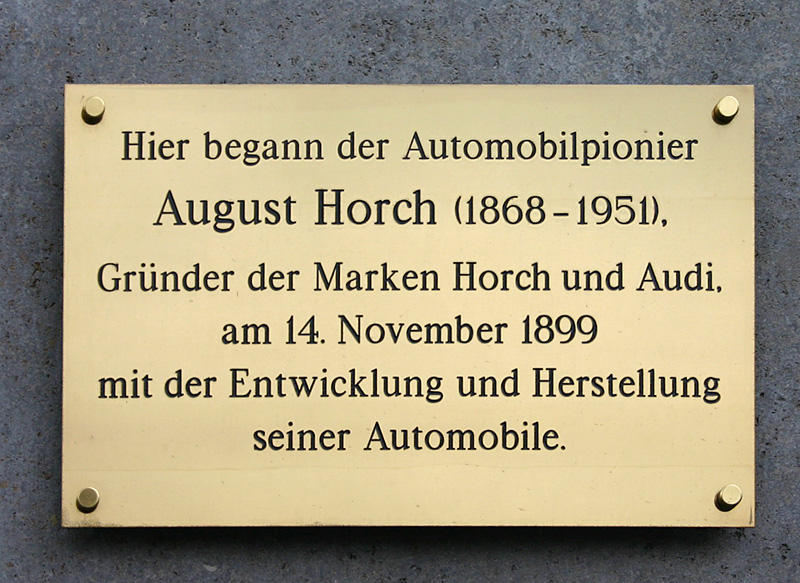
Pamiątkowa płyta Kolonii w Niemczech

August Horch (ur. 12 października 1868 w Winningen, zm. 3 lutego 1951 w Münchbergu) – niemiecki inżynier budowy maszyn i założyciel przedsiębiorstw samochodowych Horch i Audi.

## Życiorys
Od 1888 do 1891 r. studiował w Technikum Mittweida i pracował od 1891 do 1899 jako inżynier budowy maszyn w Rostocku, w Lipsku i u Carla Benza w Mannheim.
W 1899 r. założył przedsiębiorstwo Horch & Cie w Köln-Ehrenfeld i zbudował w 1900 swój pierwszy samochód, z silnikiem rozwiniętym przez niego jako silnik bezuderzeniowy.
Przedsiębiorstwo powiększało się i Horch przeniósł swój zakład w 1902 r. do Reichenbach im Vogtland. W 1903 r. przedstawił pierwsze niemieckie auto z silnikiem czterocylindrowym.
W 1904 r. przeniósł swój zakład ponownie i założył Horch & Cie. Motorwagen-Werke AG z siedzibą w Zwickau.
W 1907 r. rozwinął tam pierwszy silnik sześciocylindrowy.
W 1909 r. utracił przedsiębiorstwo po kłopotach finansowych i różnicach zdań w radzie nadzorczej.
16 lipca 1909 założył August-Horch Automobilwerke GmbH w Zwickau, które po sporze prawnym ze starym August-Horch-Motorwagen AG już w 1910 r. przemianował na podstawie łacińskiej formy jego nazwiska w Audi Automobilwerke GmbH.
Horch utracił aktywny wpływ na działalność przedsiębiorstwa w 1920 r. i był jedynie członkiem jego rady nadzorczej.
Od 1920 do 1933 r. pracował jako rzeczoznawca pojazdów mechanicznych.
Otrzymał w 1922 r. tytuł doktora honoris causa na Technicznym Uniwersytecie w Braunschweigu.
Po tym jak Audi połączyło się z saksońskimi producentami samochodów Horch, Wanderer, DKW powstało nowe przedsiębiorstwo Auto Union AG w 1932 r., Horch był w nim do 1945 r. członkiem rady nadzorczej.
Zwickau nadało mu w 1939 r. tytuł honorowego obywatela.
W czasie II wojny światowej przeniósł swoje mieszkanie do Münchberga w Górnej Frankonii, skąd po zakończeniu wojny po utworzeniu firmy „Auto Union” przeniósł ją w 1948 r. do Ingolstadt.
Miasto Winningen uhonorowało go w 1949 r. tytułem honorowego mieszkańca.
Zmarł 3 lutego 1951 w wieku 82 lat.